# Меропида
Меропи́да (др.-греч. Μεροπίς) — в греческой мифологии жительница острова Кос в Эгейском море, дочь Евмела, внучка царя Коса Меропа, сестра Агрона и Биссы.

## Мифология
Меропида, её брат Агрон и сестра Бисса возделывали поля и собирали богатые урожаи, потому что любили и умели работать. Из всех богов они почитали лишь Гею, не признавали других божеств и никогда не посещали посвящённые им праздники. Когда Меропиду и её сестру Биссу попросили принести жертву богине Афине, Агрон ответил за сестёр, что это было бы неуместно, так как богиня сероглаза, а у его сестёр чёрные глаза. Кроме того, по его словам, сова (а Афина, считалось, обладала совиными глазами) всегда была для него птицей неприятной. Когда их пригласили на праздник Артемиды, он сказал, что презирает богиню, которая бродит по ночам. Когда же разговор пошёл о почитании Гермеса, он заявил, что не уважает бога, который был вором.
Афина, Артемида и Гермес из-за такой непочтительности были очень злы на него и всю их семью. Однажды вечером они, приняв человеческое обличие, постучались в дом к Евмелу и его детям, поздоровались, представились пастухом с дочерьми и пригласили Евмела и Агрона на праздник, посвящённый Гермесу. Дочерей же просили прийти в священную рощу на ритуалы в честь Афины и Артемиды. Меропида на это ответила презрительно и была превращена в домового сыча, а Бисса обратилась в чайку. Агрон, бросившийся на Гермеса с вертелом, был превращён им в ржанку. Евмел же, наблюдавший за всем этим, проклял Гермеса и превратился в ушастую сову.